# Lijst van de rangen van de Japanse Keizerlijke Marine
De Japanse Keizerlijke Marine kende diverse rangen en standen. Deze ontwerpen werden gebruikt vanaf 1931 tot heden.

## Officieren
Pet insignes:
| Krijgsmacht rangen                                                              | Japanse Keizerlijke Marine insigne (mouw)                            | Japanse Keizerlijke Marine insigne (kraagspiegels & epaulet) |
| ------------------------------------------------------------------------------- | -------------------------------------------------------------------- | ------------------------------------------------------------ |
| Keizer van Japan (Admiraal-generaal) (大元帥、海軍大将 Daigensui-kaigun-taishō) |                                                                      |                                                              |
| OF-10 Admiraal (元帥、海軍大将 Gensui-kaigun-taishō)                            | (Hetzelfde insigne als luitenant-admiraal; met emaillen borst badge) |                                                              |
| OF-9 Luitenant-admiraal (海軍大将 Kaigun Taishō)                                |                                                                      |                                                              |
| OF-8 Vice-Admiraal (海軍中将 Kaigun Chūjō)                                      |                                                                      |                                                              |
| OF-7 Schout-bij-nacht (海軍少将 Kaigun Shōshō)                                  |                                                                      |                                                              |
| OF-5 Kapitein-ter-zee (海軍大佐 Kaigun Daisa)                                   |                                                                      |                                                              |
| OF-4 Kapitein-luitenant ter zee (海軍中佐 Kaigun Chūsa)                         |                                                                      |                                                              |
| OF-3 Luitenant ter zee 1e klasse (海軍少佐 Kaigun Shōsa)                        |                                                                      |                                                              |
| OF-2 Luitenant ter zee 2e klasse (oudste categorie) (海軍大尉 Kaigun Daii)      |                                                                      |                                                              |
| OF-1 Luitenant ter zee 2e klasse (海軍中尉 Kaigun Chūi)                         |                                                                      |                                                              |
| OF-1 Luitenant ter zee 3e klasse (海軍少尉 Kaigun Shōi)                         |                                                                      |                                                              |

De dienstvakken voor manschappen en onderofficieren werden in de marine voor aangegeven door een kleur. Adelborsten en cadetten van het korps droegen een gekleurd anker als achtergrond op hun pet. 
| Kleur       | Branch                                                                          |
| ----------- | ------------------------------------------------------------------------------- |
| Violet      | Ingenieurs                                                                      |
| Bruin       | Scheepstechniek                                                                 |
| Paars-bruin | Wapentechniek                                                                   |
| Rood        | Medische dienst                                                                 |
| Lichtgroen  | Militair juridische dienst                                                      |
| Wit         | Betaalmeesters                                                                  |
| Zwart       | Meetkunde                                                                       |
| Licht blauw | Luchtvaart- en hydrografische officieren (Japanse Keizerlijke Marineluchtmacht) |
| Groen       | Meestertimmermannen (Adjudant Onderofficier)                                    |
| Grijs-blauw | Militaire muziek (Adjudant Onderofficier)                                       |

## Cadet- en Onderofficiersrangen
| Krijgsmacht rangen                                  | Japanse Keizerlijke Marine insigne (mouw) | Japanse Keizerlijke Marine insigne (kraagspiegels & epaulet) |
| --------------------------------------------------- | ----------------------------------------- | ------------------------------------------------------------ |
| OR-9 兵曹長 Heisōchō (Adjudant Onderofficier)       |                                           |                                                              |
| OF(D)海軍少尉候補生 Kaigun shōi kōhosei (Adelborst) |                                           |                                                              |

## Manschappen
Alle onderofficieren en officiersrangen hadden dezelfde benamingen als hun leger tegenhanger. Voor de onderofficieren en dienstplichtigen veranderde de benaming in 1942. De eerste benaming is van voor 1942, de tweede benaming is van na 1942. Beide waren verschillend van de leger benaming, maar wel gelijk in rang. 
| Voor 1942 | Na 1942                                        |  |
| Onderofficieren 下士官 (Kashikan) - uit dienstplichtigen geselecteerd en een jaar opleiding gegeven aan de onderofficiersopleiding van de marine. |                                                |  |
| OR-7 一等兵曹 Ittōheisō Sergeant-majoor | OR-7 上等兵曹 Jōtōheisō Sergeant-majoor        |  |
| OR-6 二等兵曹 Nitōheisō Sergeant der 1e klasse | OR-6 一等兵曹 Ittōheisō Sergeant der 1e klasse |  |
| OR-5 三等兵曹 Santōheisō Sergeant | OR-5 二等兵曹 Nitōheisō Sergeant               |  |
| Manschappen 水兵 (Suihei) |                                                |  |
| OR-4 一等水兵 Ittōsuihei Korporaal der 1e klasse                                                                                                  | OR-4 水兵長 Suiheichō Korporaal der 1e klasse  |  |
| OR-3 二等水兵 Nitōsuihei Korporaal | OR-3 上等水兵 Jōtōsuihei Korporaal             |  |
| OR-2 三等水兵 Santōsuihei Matroos der 1e klasse                                                                                                   | OR-2 一等水兵 Ittōsuihei Matroos der 1e klasse |  |
| OR-1 四等水兵 Yontōsuihei Matroos der 2e klasse                                                                                                   | OR-1 二等水兵 Nitōsuihei Matroos der 2e klasse |  |